# Roberto Oscar Mazza
Roberto Oscar Mazza (provincia del Chaco, 12 de noviembre de 1922-4 de enero de 1994) fue un militar argentino con rango de coronel. Fue el trigésimo octavo Gobernador –de facto– de la Provincia del Chaco, Argentina, (decimoctavo gobernador desde la provincialización) desde el 21 de mayo de 1971 al 25 de mayo de 1973.

## Gobernación
Asumió como gobernador en reemplazo de Miguel Ángel Basail, quien enfrentó huelgas de empleados públicos y docentes provinciales. Era un coronel retirado de la inteligencia del Ejército Argentino. Durante su gobernación se inició el acueducto Barranqueras-Presidencia Roque Sáenz Peña, se inauguró el puente General Manuel Belgrano y el Aeropuerto Internacional Resistencia. También creó el Instituto de Colonización provincial con el fin de entregar tierras a productores.